# بروسبير أندريه
بروسبير أندريه هو طبيب وسياسي فرنسي، ولد في 17 يناير 1829 في Fillières ‏ في فرنسا، وتوفي في 15 يوليو 1883 في Saint-Servan ‏ في فرنسا. انتخب نائب فرنسي.